# Isla Karáguinski
La isla Karáguinski (en ruso: остров Кара́гинский, romanizado: Óstrov Karáguinski) es una isla deshabitada del ártico ruso, localizada en el homónimo golfo Karáguinski, en aguas del mar de Bering, frente a la costa este de la península de Kamchatka, separada del continente por el estrecho de Lütke. Tiene una longitud de 101 km, un ancho máximo de 27 km y una superficie de 1935,97 km².
Aunque la isla está deshabitada, la tribu koryak tradicionalmente ha vivido en la isla y algunos pastores de renos migrantes siguen viviendo en refugios temporales en la isla., practicando además  la pesca, la recolección de heno, la caza de animales de piel y la recolección de setas y bayas. También se practica la pesca comercial y hay una estación meteorológica. Hoy en día la isla es un destino muy popular entre los turistas de vida silvestre. La isla Karáguinski está cubierta de una tundra arbustiva de montaña y bosques enanos, preferentemente de pinus pumila, también llamado pino enano siberiano. En el verano hay muchas flores.
Administrativamente, la isla pertenece al distrito Karaginsky del krai de Kamchatka de la Federación de Rusia.
La isla es ahora parte de una reserva natural regional y fue declarada el 13 de septiembre de 1994 como sitio RAMSAR.

## Geografía
La isla está localizada a 40 km de la península de Kamchatka y está separada del continente por las aguas del estrecho de Lütke. La isla tiene 1935,97 km², con 101 km de largo y 27 km de ancho máximo. En el centro de la isla se extiende una cadena montañosa, donde se sitúa el punto más elevado, Gora Vysokaya, tiene 912 m s. n. m. En el lado sureste, las montañas se acercan a la costa y forman promontorios altos y empinados. Hay muchas bahías a lo largo de la costa, pero no se adentran mucho en la isla y están completamente abiertas.
La isla tiene una densa red fluvial. Hay tres ríos con una longitud de más de 20 km: Markelovskaya, Mamikinwayam y Gnunwayam.
A una distancia de 1 km de la costa, la profundidad del mar es de 12 a 19 m. 
El Lekalo Spit, de 13 km de largo, se une a la costa occidental y termina en el cabo Semyonov. El asa forma una bahía, que Litke llamó el «labio de las noticias falsas». A unos 45 km al norte de la punta norte de la isla de Karáguinski se encuentra la isla Verjotúrov (Óstrov Verjotúrova), una pequeña y estrecha isla de 3,5 km de largo y una anchura media de 0,5 km.

## Historia
La isla fue descubierta durante la segunda expedición a Kamchatka de Vitus Bering en 1732. Fue estudiada en detalle en 1827 por el almirante Fiódor Lütke, quien fue el primero en estudiar y elaborar una descripción de la isla. La isla obtuvo su nombre en honor al pueblo más cercano, Karaga, frente a la isla, en la parte continental. A finales del siglo XVIII se asentaron en la isla cazadores furtivos, que se dedicaban a la caza de ballenas. A finales del siglo XIX, la caza de ballenas entró en declive y la isla cayó en el olvido.
Después de la revolución, Japón reclamó la isla, pero después de la derrota en la Segunda Guerra Mundial, abandonó sus reivindicaciones. En las décadas de 1960 y 1990 había un puesto de avanzada en la isla. A fines de la década de 1920, se fundó en la isla una fábrica de pescado con un asentamiento. Los trabajadores de la planta fueron reclutados en las regiones centrales de la RSFSR. En la década de 1940, la población del asentamiento era de unas 300 personas. En 1964 el pueblo fue cerrado.
En 1994, la isla fue incorporada a la lista de humedales de importancia internacional de Rusia en virtud de la Convención de Ramsar. La isla es ahora parte de una reserva natural regional. En 2019, las autoridades de Kamchatka arrendaron la isla a un usuario cazador. El alquiler se convino en 49 años en 15 000 rublos al año.

## Clima
El invierno dura alrededor de siete meses (desde la fecha de la cubierta de nieve estable hasta la fecha en que se derrite la cubierta de nieve). Tres cuartas partes de la precipitación cae en forma de nieve. El período de deshielo se extiende hasta el 7 de junio y, en algunos años, la nieve se derrite mucho más tarde. Incluso en julio, en algunos valles, el espesor de la capa de nieve puede alcanzar los 5 metros. En las laderas de las montañas, la nieve puede permanecer hasta las primeras nevadas. Las nieblas son frecuentes en el este de la isla en verano.
La temperatura media en febrero, el mes más frío del año, es de –11 °C. La temperatura mínima absoluta  es –18,9 °C.  La temperatura media en los meses más cálidos  es de 11,7 °C (junio) y  11,8 °C (julio). Las temperaturas diurnas rara vez superan los 14 °C. El período libre de heladas dura 101 días.

## Flora y fauna
En la isla Karaginsky se encuentran más de 500 especies de plantas, varios tipos de praderas, comunidades de tundra alpina, más de 40 especies de juncos y parches de bosques, de aliso, pino enano siberiano, álamo temblón, serbales de montaña y abedul.
La isla es utilizada para el descanso de las aves durante la migración. Hay grandes poblaciones reproductoras de Alcidae (patos buceadores), Laridae (gaviotas, charranes) y Phalacrocoracidae (commoranes), y hasta 240 000 aves acuáticas que migran en primavera y 180 000 que mudan la piel. Los ríos de la isla sirven como zonas de desove del salmón. El pastoreo de ciervos se organiza en la isla.
Hay una gran población de ballenas cerca de la isla; a lo largo de las costas de la isla, a veces se pueden encontrar huesos de estos animales, dejados en tiempos antiguos por los balleneros .
Cerca de 2000 morsas vienen a la colonia en verano.